# Carl Edward Hellmayr
Carl Edward Hellmayr of Carl Eduard Hellmayr  (Wenen, 29 januari 1878 – Orselina, Zwitserland, 24 februari 1944) was een Oostenrijkse ornitholoog en taxonoom.

## Biografie
Hellmayr werd in Wenen geboren en studeerde aan de Universiteit van Wenen. Hoewel hij daar geen universitaire graad behaalde, ging hij daarna aan het werk in Wenen, München, Berlijn, Parijs, Tring (Engeland) en Chicago.
Tussen 1905 en 1908 bestudeerde hij de vogels in de enorme privécollectie van natuurhistorische specimens van  Walter Rothschild in Tring (nu deel van het Natural History Museum; de vogelcollectie is in het AMNH).  Hij deed dit onder leiding van de Duitse ornitholoog Ernst Hartert.
In 1908 kreeg Hellmayr een baan bij de afdeling vogels van het  Bayerisches Nationalmuseum in München. Vijf jaar eerder had hij daar geholpen met het op orde brengen van de vogelcollectie. Nu werd hij daar de specialist voor de vogels uit het Neotropisch gebied door het verwerken en bestuderen van de collectie vogels uit Brazilië van Johann Baptist von Spix.
In 1921 stierf de conservator vogels van het Field Museum in Chicago, Charles B. Cory.     Een rijke vriend van Cory, Charles R. Crane, zorgde ervoor dat het museum direct een vervanger kon aanstellen die de Catalogue waar Cory aan begonnen was kon afmaken, en de keus viel op Hellmayr die al jarenlang de wereldexpert neotropische vogels was.  Hellmayr werd in 1922 aangesteld als conservator dierkunde.  Hij verzorgde 13 van de 15 delen van de Catalogue of birds of the Americas and the adjacent islands (1918–1949).  Samen met Henry Boardman Conover publiceerde hij The Birds of Chile.
In 1931 keerde Hellmayr terug naar Wenen, met behoud van zijn functie in het Field Museum (vijf van de Hellmayr-delen van de Catalogue werden in Europa geschreven).  In 1938, tijdens de Anschluss van Oostenrijk, werd hij gearresteerd en gevangengezet, langdurig verhoord en mishandeld. Waarom was niet geheel duidelijk, maar vrienden die hem kenden als amateurhistoricus wisten dat hij in elk geval geen vriend van de Nazi's was. Hij werd toen ziek. Nadat hij weer werd vrijgelaten, emigreerde hij met zijn vrouw naar Zwitserland. Na een lange periode van steeds zwakker wordende gezondheid stierf hij in 1944 te  Orselina  in  het district Locarno.

## Nalatenschap en verdiensten
De grootste verdienste van Hellmayr was het orde brengen in de nomenclatuur van vooral de neotropische en nearctische vogels.   De Catalogue of Birds of the Americas and the adjacent Islands behandelt alle vogelsoorten en ondersoorten van Noord- en Zuid-Amerika, het Caribisch gebied en Galapagos, en bevat vrijwel volledige synoniemlijsten. 
Anno 2023 staan bovendien op de IOC World Bird List 8 genera en 62 vogelsoorten die door Hellmayr zijn beschreven waaronder bijvoorbeeld Chapmans gierzwaluw (Chaetura chapmani) en de timorvliegenvanger (Ficedula timorensis).

### Onderscheidingen
In 1903 werd Hellmayr Fellow van de American Ornithologists’ Union en in 1911 werd dit een erelidmaatschap. In 1929 kreeg hij de William-Brewster-Medaille voor zijn werk aan de Catalogue of Birds of the Americas.
Een groot aantal onderzoekers hebben nieuwe diersoorten naar Hellmayr vernoemd. Zo zijn er onder andere:
- een soort parasitaire wesp: Ampulex hellmayri

verder vogelsoorten als: 
- Hellmayrs pieper  (Anthus hellmayri)
- Streepkapstekelstaart  (Cranioleuca hellmayri)
- Roodschouderstekelstaart  (Gyalophylax hellmayri)
- Hellmayrea, een geslacht van zangvogels uit de familie ovenvogels (Furnariidae).

### Publicaties
- Hellmayr, C.E., et al. Catalogue of Birds of the Americas and the adjacent Islands, 1918–1949. 15 delen, in totaal meer dan 6000 paginas. Field Museum Press.
- Muscicapa parva im Wienerwald, Ornithologisches Jahrbuch, IX. 1898
- Beiträge zur Ornithologie Nieder-Österreichs, Ornithologisches Jahrbuch, X, 1901
- Einige Bemerkungen über die Graumeisen, Ornithologisches Jahrbuch, XI, 1900
- Über eine neue Meise, P. nigriloris, Ornithologische Monatsberichte, 8, 1900
- Bemerkungen über die neuweltliche Gattung Polioptila nebst Beschreibung einer neuen Subspecies aus Peru, Novitates Zoologicae, Vol 7, 1900
- Eine neue Graumeisenform aus Italien, Unbekannt, 1901
- Ueber einige Arten des Genus Thryophilus, Verhandlungen der Zoologisch-Botanischen Gesellschaft, 1901
- Noch einige Worte über Thryophilus, Verhandlungen der Zoologisch-Botanischen Gesellschaft, 1902
- Beschreibung von zwei neuen brasilianischen Vögeln, Verhandlungen der Zoologisch-Botanischen Gesellschaft, 1902
- Die Formen von Passer petronius, Ornithologisches Jahrbuch, Volume XIII. 1902
- Untersuchungen über einiger paläarctische Vögel, Ornithologisches Jahrbuch, XIII, 1902
- Einige weitere Bemerkungen über Polioptila, Verhandlungen der Zoologisch-Botanischen Gesellschaft, 1903
- Paridae, Sittidae und Certhiidae. R. Friedländer und Sohn, Band 18, 1903
- Über neue und wenig bekannte Fringilliden Brasiliens, Verhandlungen der Zoologisch-Botanischen Gesellschaft, 1904
- Revision der Spix’schen Typen brasilianischer Vögel, K.B. Akademie der Wissenschaften, 1906
- Description of two new birds discovered by Mr. O. T. Baron in Northern Peru, Novitates Zoologicae, Vol 12, 1905, S. 503–504
- Auguste Ménégaux,Carl Eduard Hellmayr: Étude des espèces critiques et des types du groupe des Passereaux. Impr. Dejussieu, 1906
- On the Birds of the Island of Trinidad, Novitates Zoologiae, Vol XIII, No1, 1906, S. 1- 60
- Auguste Ménégaux, Carl Eduard Hellmayr: The Supposed Types in the Lafresnaye Collection, The Auk, Vol. 23, No. 4, 1906, S. 480–483
- Übersicht der südamerikanischen Arten der Gattung Chaetura, Verhandlung der Ornithologischen Gesellschaft in Bayern, 1907
- Another contribution to the ornithology of the Lower Amazons, Novitates zoologicae, Band 14, 1907
- On a collection of birds from Teffé, Rio Solimões, Brazil, Novitates zoologicae, Band 14, 1907
- Critical Notes on the Types of little-known Species of Neotropical Birds; Novitates zoologicae, Band 14, 1907
- Emile Oustalet, Ornithologische Monatsberichte, XIV, 1907
- Ludwig Lorenz (Ritter von Liburnau.), Carl Eduard Hellmayr: Ein Beitrag zur Ornis Südarabiens. K.K. Hof- und Staatsdruckerei, 1907
- An Account of the Birds collected by Mons. G. A. Baer in the State of Goyaz, Brazil, Novitates zoologicae, Band 14, 1910
- Carl Eduard Hellmayr, Philogène Auguste Galilée Wytsman: Genera Avium. V. Verteneuil & L. Desmet, 1910
- Lorenz Müller, Carl Eduard Hellmayr: Zoologische Ergebnisse einer Reise in das Mündungsgebiet des Amazonas. Verlag der Königlich Bayerischen Akademie, Band 2, 1912
- Die Avifauna von Timor: Mit einer Farbentafel, Nägele, 1914

- Bibsys: 6073031
- Bibliothèque nationale de France: cb16997751x (data)
- Author citation (botany): Hellm.
- CiNii: DA13581518
- Gemeinsame Normdatei: 120258838
- International Standard Name Identifier: 0000 0000 5533 3874
- Library of Congress Control Number: n88609070
- Nationale Bibliotheek van Israël: 987007342289705171
- Nederlandse Thesaurus van Auteursnamen: 107885344
- Réseau des bibliothèques de Suisse occidentale: 02-A003361436
- SNAC: w69f0xt1
- Système universitaire de documentation: 137488726
- Virtual International Authority File: 13133854
- WorldCat: E39PBJgcYQJ86HMB7wwYfrdmh3